# Oratio de summa scholarum necessitate
Az Oratio de summa scholarum necessitate, magyarul Beszéd az iskolák fölöttébb szükséges voltáról Apáczai Csere János (1625–1659) erdélyi pedagógus, filozófus, református teológus 1656. november 20-án, a kolozsvári református kollégium élére való kinevezése után megtartott beköszöntő beszéde.

## Keletkezése
Apáczai Csere János hollandiai egyetemi éveit (1648–1653) és teológiai doktorátusa megszerzését (1651) követően 1653-ban tért haza Erdélybe, ahol a gyulafehérvári református kollégium osztálytanítója lett. Az 1653 novemberében Gyulafehérváron megtartott beköszöntő beszédében (Oratio de studio sapientiae) kolozsvári székfoglalóját megelőlegezve a  bölcsességet, a tudást, a nyugat-európai haladást és iskolarendszert magasztalta, hallgatósága elé tárta pontos elképzeléseit a felemelkedést elhozó iskolarendszerről és tanmenetről. Pedagógiai elképzeléseit azonban a konzervatív környezetben nem tudta megvalósítani, békétlen puritánusként könyvelték el, és 1655 végén a kollégium igazgatójával, Isaac Basire-ral megesett nyílt kenyértörést követően a tanítástól is eltiltották. 1656 nyarán a kolozsvári református kollégium igazgatójává nevezték ki, és bár infrastrukturális szempontból áldatlan állapotokkal kellett szembenéznie, Apáczai nagy energiával vetette bele magát az iskolaszervezés munkájába. E törekvés tükre a gyulafehérvári után immár második iskolai beköszöntő beszéde, amely a kolozsvári iskola egyetlen, de kiégett auditóriumában hangzott el 1656. november 20-án.
A latin nyelvű beszéd tisztázatát Apáczai keze írásával az Apáczai-albumként emlegetett kézirat-kolligátum tartalmazza. Nyomtatásban első ízben 1894-ben adta ki Felméri Lajos, majd Orosz Lajos korábbi fordítása alapján 1981-ben magyarul is megjelent külön kötetben.

## Tartalma
A beszéd teljes címe Oratio de summa scholarum necessitate earumque inter Hungaros barbarici causis, magyar fordításban Beszéd az iskolák fölöttébb szükséges voltáról és a magyaroknál való barbár állapotuk okairól.
Műfaji szempontból laudáció (alkalmi magasztaló szónoklat), de a lázas tenni akarás jegyében megfogalmazott, helyenként túltengő 1653-as gyulafehérvári beszédhez képest szerkezetében sokkal átgondoltabb, eszmefuttatásaiban logikusabb és célratörőbb, ugyanakkor szép ritmusú mondatokból felépítkező beszéd. Apáczai célja ezúttal nem egyfajta oktatási terv felvázolása volt, hanem az iskolákban megszerzendő tudás fontosságáról és az oktatási infrastruktúra elmaradottságáról kívánta meggyőzni hallgatóságát. Dacára a Gyulafehérváron történteknek, az őt ért kudarcoknak, Apáczai alkuvást nem ismerve erőteljes és kíméletlen gondolatokkal ostorozta az erdélyi iskolahelyzetet, a közművelődési állapotokért felelős erdélyi társadalmat. Dacára a beszéd szokatlanul erős társadalomkritikai élének, az irodalomtörténet-írásban nincs arra vonatkozó adat, hogy – a helyi konzervatív másodpap, Bátai B. György gáncsoskodásain kívül – Apáczait bármiféle retorziók érték volna gondolataiért, sőt, a kolozsvári közösség tevékenységét támogatta, erőfeszítéseit tisztelte.
Szerkezetét tekintve az Oratio de summa scholarum necessitate klasszikus szónoklat, ennek megfelelően Apáczai öt fő részre tagolta orációját. A szellemes és csattanós felvezetést (prooemium) a tárgy megjelölése (propositio) követi, amelyben a szónok az iskola és különböző szintjeinek meghatározását adta hallgatóságának. A harmadik rész témájának tulajdonképpeni kifejtése (argumentatio), a beszéd leghosszabb része, amelyben Apáczai hosszasan taglalta az anyanyelvi iskola és az írás-olvasás tudományának fontosságát, a felsőbb tanulmányokra felkészítő triviális iskolák jelentőségét, hogy a felsőbb iskolák (gimnáziumok, kollégiumok) mibenlétének felvázolása után áttérjen a tudás, a bölcsesség magasztalására. Ezt követően, de még mindig az argumentatio részeként aprólékos iskolatörténeti áttekintést adott az első embertől Salamonon, Platónon és Nagy Károlyon át a reformáció koráig, és külön szólt az iskoláknak az egyházi életben és a világi hatalomban játszott szerepéről. Beszédének negyedik részében, az ellentételezésben (refutatio) szenvedélyes szavakkal az elmaradt erdélyi és magyarországi közművelődési állapotokat ostorozta, és rámutatott, hogy ennek egyedüli oka az akadémiák, „a bölcsesség tűzhelyeinek” hiánya. Pontos látleletet adott az erdélyi iskolaügy helyzetéről, a tanulók restségéről, a tanítók hivatástudatának hiányáról, az iskolákat igazgató egyházi emberek maradi hozzáállásáról és a közjó iránti általános érzéketlenségéről. A beszédet lezáró utóhangban (peroratio) az oktatásügy minden szereplője, diák, tanár és fenntartó felelősségét és feladatait veszi sorra a javulás reményében.
A beszéd forrásai között Johannes Althusius 1603-as, De utilitate, necessitate, antiquitate scholarum admonitio panegyrica című herborni beköszöntő beszédét azonosították a filológiai kutatások. Apáczai innen vette az oktatás céljának motívumát, nevezetesen az első ember, Ádám hitehagyásával elveszett bölcsesség visszaszerzését, de számos más motívumot is: az írástudó európaiakat félistennek tartó amerikai indiánok anekdotáját, az iskolatörténeti áttekintés számos mozzanatát. A másik fontos forrás utrechti professzora, Gisbertus Voetius Problemata aliquot ad politiam ecclesiasticam de scholis című, 1652-ben Alistáli Farkas Jakab által előadott disputációja volt, amelyben a holland professzor az iskolák hasznáról értekezett. A beszéd folyamán emellett számos klasszikus auktorra hivatkozik: az életművéből vissza-visszaköszönő Platón és Cicero mellett Vergilius Georgicájára, a rabbinikus irodalom berkeiből pedig a Pirké Ávotra és ibn Ezrára.

## Kiadásai
- Oratio de summa scholarum necessitate earumque inter Hungaros barbariei causis. Praef. Ludovici Felméri. Claudiopoli: Typ. Kovács Á. 1894.
- Az iskolák fölöttébb szükséges voltáról… Ford. Orosz Lajos, előszó és jegyz. Szigethy Gábor. Budapest: Magvető. 1981.  = Gondolkodó Magyarok,  ISBN 963-271-518-7